# Estádio Jason Ferreira Neto
O Estádio Jason Ferreira Neto é um estádio de futebol brasileiro localizado localiza-se no município de Riacho de Santana (Bahia).
Tem capacidade para 7.000 espectadores.